# Сара Бат-Товім
Сара Бат-Товім (івр. שרה בת-טובים Сара Бас-Тойвім) — єврейська письменниця початку 18 століття.

## Біографія
Народилася в містечку Сатанів (нині селище міського типу Городоцького району Хмельницької області) наприкінці 17 століття.
Автор багатьох оповідань і легенд. Широку популярність здобув її твір «Шлоша шеарім» («Троє воріт»), написаний наприкінці життя. Це був невеликий набір молитов, дуже поширених тоді серед жінок. У цьому молитовнику вона описала також свій життєвий шлях — від легковажної молодої жінки до сумного мандрівника.